# Никольское 1-е (Воробьёвский район)
Никольское 1-е — село в Воробьёвском районе Воронежской области России. Административный центр Никольского 1-го сельского поселения.

## География
Никольское 1-е находится на расстоянии 238 км от г. Воронеж, в 18 км от районного центра с. Воробьёвка.

### Улицы
| - ул. Гагарина, - ул. им. Героя Перегудова, - ул. Калинина, - ул. Карла Маркса, - ул. Ленина, - ул. Пушкина, | - ул. Садовая, - ул. Советская, - ул. Тельмана, - ул. Чапаева, - ул. Энгельса, - пер. Заречный. |

## История
Основано в 1740 г. как войсковое поселение Острогожского полка, заселялось крестьянами из Липецкого, Задонского и Землянского уездов. Название произошло предположительно по названию церкви. Советская власть установлена в марте 1918 года. В середине 1924 года село вошло в состав Новохоперского уезда. С июля 1928 года в составе Воробьевского района Центрально-Чернозёмной области, а с 1934 года Воронежской области. В селе было шесть колхозов, население составляло 10 099 человек. В 2001 г. село Никольское было разделено на два села Никольское 1-е и Никольское 2-е.

## Население
| 1859 | 1897  | 2010  |
| ---- | ----- | ----- |
| 8131 | ↗8965 | ↘1197 |

## Уроженцы
В селе родились Герои Советского Союза Александр Перегудов и Павел Шайкин.

## Хозяйство
Действующий на территории Никольского 1-го сельского поселения колхоз им. Чкалова занимается полеводством и животноводством.